# Nina Badrić
Nina Badrić, nascuda el 4 de juliol de 1972, és una cantant croata.

## Discografia

### Àlbums
- 1995 — Godine nestvarne
- 1997 — Personality
- 1999 — Unique
- 2000 — Nina
- 2003 — Ljubav
- 2007 — 07
- 2011 — NeBo